# Plateforme nationale des interceptions judiciaires
La Plateforme nationale des interceptions judiciaires (PNIJ) est un système d'information interministériel français. Elle est chargée de centraliser les interceptions judiciaires pour les forces de sécurité intérieure et pour le compte du personnel du ministère de la Justice : magistrats et greffiers. Elle est utilisée par les services de la direction générale de la Sécurité intérieure (DGSI), de la préfecture de police, de la direction générale des Douanes et Droits indirects (DGDDI), de la Police nationale et de la Gendarmerie nationale et est à destination des enquêteurs (officiers et agents de police judiciaire et agents des douanes et des services fiscaux habilités à effectuer des enquêtes judiciaires) et agents des douanes administratives.
Créée en 2005 et opérationnelle depuis 2017, elle doit à terme englober l'ensemble des procédures d'écoutes judiciaires en France hors Polynésie française et Nouvelle-Calédonie.
Son développement et son fonctionnement sont placés sous la responsabilité de l'Agence nationale des techniques d'enquêtes numériques judiciaires (ANTENJ), service à compétence nationale rattaché au ministère de la Justice. La plateforme est techniquement produite par l'ANTENJ et le groupe industriel Thales.

## Cadre légal

### Code de procédure pénale
La PNIJ est régie par les articles R. 40-42 à R. 40-56 du code de procédure pénale, instaurés par décret n° 2014-1162 du 9 octobre 2014 portant création d’un traitement automatisé de données à caractère personnel. Au titre de l'un de ces articles, chaque année est remis au garde des Sceaux le rapport de la personnalité qualifiée de la PNIJ.
Un avis de la Commission nationale de l'informatique et des libertés indique que la PNIJ ne traite, à l'époque, que les communications transitant par des opérateurs effectivement basés sur le territoire français, les interceptions de communications à l’étranger continuant d’être traitées par des commissions rogatoires internationales.
Dans le cadre des écoutes judiciaires, si le secret des correspondances téléphoniques est garanti par la loi, en revanche la décision du magistrat de procéder à une écoute judiciaire n'est pas susceptible de recours, car elle n'a pas de caractère juridictionnel.

### Cour de justice de l'Union européenne
La cour de justice de l'Union européenne (UE) rend en octobre 2020 une décision en matière de collecte d'information : les États européens ne peuvent pas réclamer aux opérateurs une collecte massive des données de connexions à des fins judiciaires et de renseignement. La décision, selon l'avocat général, se fonde sur l'appréciation d'une disproportion dans la réglementation française, qui doit certes permettre de recueillir du renseignement dans un contexte particulier, mais « n’instaure pas l’obligation d’informer les personnes concernées du traitement de leurs données à caractère personnel ».
Pour François Molins, procureur général près la Cour de cassation, la limitation des activités de renseignement pourrait toucher, voire frapper de nullité un certain nombre d'enquêtes pénales.

## Histoire
Les procédures d'interceptions judiciaires sont un outil d'enquête pénal qui a dû se transformer en raison de l'évolution rapide des modes de communication. En 2000, il semble nécessaire de rationaliser une activité qui fait appel à deux acteurs distincts : les opérateurs de communications électroniques, d'une part, qui acheminent les communications téléphoniques et électroniques, ainsi que des prestataires privés (il s'agissait dans un premier temps d'Elektron, Azur Integration, Foretec, Midi System, Amecs ou SGME) et, d'autre part, plusieurs milliers d'officiers et agents de police judiciaire de l'État, qui relèvent de magistrats.
La pratique des « écoutes-taxi », lors desquelles un enquêteur ajoutait manuellement un nom à la liste préalablement autorisée par le magistrat, et la nécessité d'une traçabilité plaident alors également pour la centralisation des écoutes auprès d'un seul organisme,.
Le Conseil constitutionnel censure en 2000 une disposition législative qui visait à faire porter par les opérateurs de communications électroniques les coûts liés aux interceptions et consacre, à l'inverse, le principe de leur juste rémunération. La création de la plateforme, préconisée en 2004, est décidée en 2005.
La plateforme est opérée, au titre d'un partenariat public-privé, par la société Thales à partir de 2009,. L'appel d'offres, auquel participaient également les entreprises Atos et Capgemini a été soumis au secret de la défense nationale ; portant sur un montant initial de 17 millions d'euros, a dépassé en 2017 les 100 millions d'euros . Le contrat ne doit a priori pas être renouvelé en 2024. En sus de Thales, la PNIJ a également recours en 2019 à deux prestataires privés pour les messages cryptés (WhatsApp, Signal et Telegram) ou l'utilisation de PGP (Pretty Good Privacy),.
L'utilisation de la plateforme par les enquêteurs, à l'exclusion d'autres méthodes d'écoutes, devient obligatoire en septembre 2017.

## Activité

### Mars 2016 - mars 2017
La PNIJ est en cours de finalisation en 2016.

### Mars 2017 - 2018
La PNIJ indique réaliser en novembre 2017 près de 8 500 interceptions judiciaires, et intercepter 600 000 communications et 900 000 SMS par semaine avec 45 000 utilisateurs de la plateforme et 7 000 connexions quotidiennes en 2017,.
Deux professions, assistants judiciaires et traducteurs interprètes, ont recours à des ordinateurs portables sous le système d'exploitation CLIP OS de l'Agence nationale de la sécurité des systèmes d'information (ANSSI) pour la consultation de la PNIJ. Une réflexion est envisagée pour l'accès à la plateforme depuis les terminaux NEO. Un projet PNIJ nouvelle génération (PNIJ-NG) est à l'étude.

### 2019 - 2020
En 2019, l'activité de la PNIJ est de 800 000 communications interceptées par semaine. Les administrateurs de la plateforme utilisent également des postes CLIP OS. Suite à des tentatives d'attaques numériques la même année et une nécessaire conformité aux réglementations étrangères en matière de contrôle des importations de matériel de cryptographie, les postes CLIP OS sont désormais désactivés hors UE.
Le projet PNIJ-NG prend également désormais le nom de système d’information des techniques d’enquêtes numériques judiciaires (SITENJ) et est exprimé le non recours à cette future plateforme pour la Polynésie française et la Nouvelle-Calédonie : elles bénéficieront de solutions locales.
En 2020, la Cour des comptes indique une moyenne de 10 000 lignes écoutées en permanence, ainsi qu'un total d'interceptions de 100 millions de communications par an.

### 2021
La plateforme a 63 628 utilisateurs. Une affaire jugée en 2021 par la cour d’appel de Versailles démontre qu'un ancien officier de police judiciaire (OPJ), a été condamné pour avoir revendu sur le darknet des données obtenues notamment en accédant à la PNIJ grâce à la création de près de 400 faux dossiers.

### 2022
Les travaux pour la compatibilité avec les terminaux NEO sont en cours.
La géolocalisation a été déployée progressivement depuis août 2022. Ce service permet aux enquêteurs de visualiser et d’analyser sur un fond cartographique des données de localisation d’une ou plusieurs cibles. Les données peuvent provenir de fadets géo-localisées, d’interceptions ou de prestations de surveillance. Les informations collectées peuvent être exploitées en temps réel comme a posteriori.

### 2023
La plateforme a 60 000 utilisateurs (en diminution du fait d'un changement de méthode de calcul). L'accès en mobilité à la PNIJ est désormais disponible sur les terminaux NEO. À partir de mars 2023, un outil permet l’identification des flux RTP (Real-time Transport Protocol), des adresses IP et l’affichage de métadonnées utiles à partir des flux de données chiffrées. Se pose la question de la conservation des flux Internet chiffrés eux-mêmes en sus de l'exploitation des métadonnées de ces flux. Un autre outil d'analyse de reconnaissance des protocoles est également en place, dit HUGIN, il permet l’identification des types de protocole, des traces de surf et des usages d’applications tierces.
Un marché est passé avec la société Foretec qui permet aux acteurs de la zone pacifique (Nouvelle-Calédonie et Polynésie) de bénéficier des mêmes fonctionnalités que la PNIJ et ce sans la PNIJ.

### 2024
La PNIJ recense en 2024 près de 70 000 utilisateurs.

## Coût
Le coût de l'ensemble des interceptions judiciaires s'élève à 122,5 millions d'euros en 2015, la dépense cumulée de 2006 à 2016 atteignant un milliard d'euros. La mise en place de la PNIJ, pour un montant global estimé en 2016 à 100 millions d'euros, revu en 2018 à 150 millions d'euros, a notamment pour objectif de faire baisser ces coûts importants,.